# Chicago Fire (11.ª temporada)
A décima primeira temporada da série de televisão dramática estadounidense Chicago Fire foi encomendada em 27 de fevereiro de 2020, pela NBC, estreou em 21 de setembro de 2022 e foi finalizada em 24 de maio de 2023, contando com 22 episódios. A temporada foi produzida pela Universal Television em associação com a Wolf Entertainment, com Dick Wolf como produtor executivo e Derek Haas e Matt Olmstead como produtores. A temporada foi ao ar na temporada de transmissão de 2022-23 às noites de quarta-feira às 21h, horário do leste dos EUA.
Essa é a primeira temporada a não contar com Jesse Spencer como Capitão Matthew Casey no elenco principal da série desde a primeira temporada, em 2012.
A décima primeira temporada estrela Taylor Kinney como Tenente Kelly Severide, Kara Killmer como paramédica Sylvie Brett, David Eigenberg como Tenente Christopher Hermann, Joe Minoso como Bombeiro Joe Cruz, Christian Stolte como Bombeiro Randy "Mouch" McHolland, Miranda Rae Mayo como Tenente Stella Kidd, Alberto Rosende como Bombeiro Candidato Blake Gallo, Daniel Kyri como Bombeiro Darren Ritter, Hanako Greensmith como paramédica Violet Mikami e Eamonn Walker como Chefe de Batalhão Wallace Boden.

## Elenco e personagens

### Principal
- Taylor Kinney como tenente Kelly Severide
- Kara Killmer como paramédica Sylvie Brett
- David Eigenberg como tenente Christopher Herrmann
- Joe Minoso como Bombeiro Joe Cruz
- Christian Stolte como bombeiro Randy "Mouch" McHolland
- Miranda Rae Mayo como Tenente Stella Kidd
- Alberto Rosende como Bombeiro Blake Gallo
- Daniel Kyri como Bombeiro Darren Ritter
- Hanako Greensmith como paramédica Violet Mikami
- Eamonn Walker como Chefe Wallace Boden

### Recorrente
- Randy Flagler como Harold Capp
- Anthony Ferraris como Tony Ferraris
- Jake Lockett como bombeiro Sam Carver
- Robyn Coffin como Cindy Herrmann
- Katelynn Shennett como Kylie Estevez
- Jimmy Nicholas como Chefe Evan Hawkins
- Caitlin Carver como Emma Jacobs
- Kristen Gutoskie como Chloe Cruz
- Carlos S. Sanchez como Javi Cruz
- Andy Allo como Tenente Wendy Seager

### Participação especial
- Jesse Spencer como Capitão Matthew Casey

### Crossover
- Amy Morton como Sargento Trudy Platt (De Chicago P.D.)
- Tracy Spiridakos como Detetive Hailey Upton (De Chicago P.D.)
- Nick Gehlfuss como Dr. Will Halstead (De Chicago Med)
- Jessy Schram como Dra. Hannah Asher (De Chicago Med)
- S. Epatha Merkerson como Sharon Goodwin (De Chicago Med)
- Oliver Platt como Dr. Daniel Charles (De Chicago Med)

## Episódios
| N.º na série | N.º na temp. | Título                       | Dirigido por         | Escrito por                                                                | Exibição original       | Audiência (milhões) |
| --- | ------------ | ---------------------------- | -------------------- | -------------------------------------------------------------------------- | ----------------------- | ------------------- |
| 218 | 1            | "Hold on Tight"              | Reza Tabrizi         | Andrea Newman & Michael Gilvary                                            | 21 de setembro de 2022  | 6.75                |
| A lua de mel de Kidd e Severide é interrompida por uma pessoa perigosa de seu passado; O ex-colega de academia de Kidd se junta ao quartel 51; Brett e Violet refletem sobre seus relacionamentos. |              |                              |                      |                                                                            |                         |                     |
| 219 | 2            | "Every Scar Tells a Story"   | Brenna Malloy        | Matt Whitney                                                               | 28 de setembro de 2022  | 6.76                |
| Javi passa alguns turnos no quartel 51; Kidd e Carver trabalham juntos para ajudar o ex-chefe de Carver; À medida que o relacionamento de Hawkins e Violet floresce, Gallo volta sua atenção para outro lugar. |              |                              |                      |                                                                            |                         |                     |
| 220 | 3            | "Completely Shattered"       | Matt Earl Beesley    | Derek Haas                                                                 | 5 de outubro de 2022    | 7.35                |
| Kidd recruta Carver, Capp e Tony para ajudar a preparar os aposentos de seu novo tenente; Severide e o detetive Pryma relutantemente se unem para trabalhar em uma investigação policial; o quartel 51 se reúne para combater um incêndio no cinema.                                                              |              |                              |                      |                                                                            |                         |                     |
| 221 | 4            | "The Center of the Universe" | Stephen Cragg        | Andrea Newman & Michael Gilvary                                            | 12 de outubro de 2022   | 7.16                |
| Kidd tem um vislumbre da caótica vida pessoal de Carver; Mouch e Hermann recebem um presente inesperado. |              |                              |                      |                                                                            |                         |                     |
| 222 | 5            | "Haunted House"              | Reza Tabrizi         | Victor Teran                                                               | 19 de outubro de 2022   | 7.03                |
| O quartel 51 hospeda uma casa aberta de Halloween; Kidd e Severide ajudam uma jovem depois que ela é expulsa de casa. |              |                              |                      |                                                                            |                         |                     |
| 223 | 6            | "All-Out Mystery"            | Brenna Malloy        | Andrea Newman & Michael Gilvary                                            | 2 de novembro de 2022   | 6.56                |
| Severide e Kidd investigam uma explosão em uma joalheria; Cruz e Chloe tomam medidas para tornar Javi uma parte permanente de sua família; Gallo, Ritter e Mouch tentam se relacionar com Carver. |              |                              |                      |                                                                            |                         |                     |
| 224 | 7            | "Angry Is Easier"            | Kantu Lentz          | Elizabeth Sherman                                                          | 9 de novembro de 2022   | 6.19                |
| Herrmann tem a tarefa de realizar o último desejo de um homem. Kidd reflete sobre seu programa Garotas em Chamas depois que uma de suas alunas se formou na Academia de Bombeiros. Um intruso assedia o quartel 51.                                                                                               |              |                              |                      |                                                                            |                         |                     |
| 225 | 8            | "A Beautiful Life"           | Lisa Robinson        | História por : Ashley Cooper Roteiro por : Andrea Newman & Michael Gilvary | 16 de novembro de 2022  | 6.90                |
| Det. Pryma pede a ajuda de Severide em um caso envolvendo explosivos. Gallo e Carver se enfrentam após Gallo improvisar em um chamado. Violet incentiva Brett a começar a namorar novamente. |              |                              |                      |                                                                            |                         |                     |
| 226 | 9            | "Nemesis"                    | Reza Tabrizi         | Victor Teran                                                               | 7 de dezembro de 2022   | 6.85                |
| Severide luta com o custo de ajudar o Det. Pryma com o caso Martucci. Gallo faz campanha para que Hermann represente o 51 na Conferência de Inverno da National Firefighter's Association. Um rosto familiar faz um retorno chocante.                                                                             |              |                              |                      |                                                                            |                         |                     |
| 227 | 10           | "Something For the Pain"     | Matt Earl Beesley    | Matt Whitney                                                               | 4 de janeiro de 2023    | 7.06                |
| O caso do detetive Pryma chega a um fim explosivo com as vidas de Kidd e Carver em perigo. Brett instala uma caixa de rendição segura para bebês no quartel 51. Violet está determinada a derrubar Emma. |              |                              |                      |                                                                            |                         |                     |
| 228 | 11           | "A Guy I Used to Know"       | Oscar Rene Lozoya II | Michael Gilvary                                                            | 11 de janeiro de 2023   | 6.84                |
| O quartel 51 se prepara para a inspeção semestral do corpo de bombeiros. Brett luta para salvar seu programa de paramedicina. Comandante Martin Pearce pede um favor a Severide. |              |                              |                      |                                                                            |                         |                     |
| 229 | 12           | "How Does It End?"           | Heather Cappiello    | Matt Demblowski                                                            | 18 de janeiro de 2023   | 7.19                |
| O Caminhão 51 e o Esquadrão 3 se enfrentam após um chamado tenso para resgatar um preparador do Juízo Final; Hermann luta com o diagnóstico de Cindy; Violet dá conselhos sobre namoro para Brett e Gallo. |              |                              |                      |                                                                            |                         |                     |
| 230 | 13           | "The Man of the Moment"      | Matt Earl Beesley    | Andrea Newman                                                              | 15 de fevereiro de 2023 | 6.73                |
| O quartel 51 ajuda Hermann a organizar uma arrecadação de fundos para a escola. O irmão problemático de Carver chega à cidade. Um cidadão agradecido está determinado a agradecer a Brett e Severide por salvar sua vida.                                                                                         |              |                              |                      |                                                                            |                         |                     |
| 231 | 14           | "Run Like Hell"              | William Eichler      | Elizabeth Sherman                                                          | 22 de fevereiro de 2023 | 6.99                |
| Um homem irritante tem um interesse romântico por Violet. Ritter pega um político local em uma situação comprometedora. Mouch e Severide ajudam Trudy com uma investigação de incêndio criminoso. |              |                              |                      |                                                                            |                         |                     |
| 232 | 15           | "Damage Control"             | Lisa Demaine         | Victor Teran                                                               | 1 de março de 2023      | 6.72                |
| Kidd, Seager e Carver investigam um incêndio nos estábulos da cidade; Kylie entra em conflito com alguns dos bombeiros sobre mudanças devido a cortes orçamentários; Hermann luta para se controlar enquanto a condição de Cindy piora.                                                                           |              |                              |                      |                                                                            |                         |                     |
| 233 | 16           | "Acting Up"                  | Reza Tabrizi         | Andrea Newman & Michael Gilvary                                            | 22 de março de 2023     | 6.78                |
| Cruz sente o peso de suas crescentes responsabilidades. Kidd, Gallo e Carver são pegos no meio de uma guerra de gangues em um chamado. Herrmann briga com Trudy para ajudá-la a melhorar o humor de Cindy. |              |                              |                      |                                                                            |                         |                     |
| 234 | 17           | "The First Symptom"          | Paul McCrane         | Matt Whitney                                                               | 29 de março de 2023     | 6.84                |
| Mouch constrói um modelo clássico de caminhão de bombeiros para o vice-chefe do distrito, mas rapidamente precisa da ajuda de Gallo e Ritter. Brett e Violet encontram várias vítimas com um estranho conjunto de sintomas. Os resultados da quimioterapia de Cindy pairam sobre a família Hermann.               |              |                              |                      |                                                                            |                         |                     |
| 235 | 18           | "Danger Is All Around"       | Tayo Amos            | Elizabeth Sherman                                                          | 5 de abril de 2023      | 6.77                |
| Tony está a dias de quebrar o recorde de comparecimento perfeito do corpo de bombeiros de Chicago, enquanto Mouch e Capp trabalham para mantê-lo seguro. A parente de Gallo aparece novamente com algumas memórias antigas e um velho amigo retorna ao quartel para servir com Kidd em uma força-tarefa especial. |              |                              |                      |                                                                            |                         |                     |
| 236 | 19           | "Take a Shot at the King"    | Stephen Cragg        | Ashley Cooper                                                              | 3 de maio de 2023       | 6.11                |
| Gallo leva sua tia ao pronto-socorro depois que ela se envolveu em um acidente de carro. O esquadrão de resgate tenta salvar o máximo de pessoas possível de uma fumaça tóxica que se espalha pelo apartamento. Isso leva Carver ao hospital. Chefe Boden entra em conflito com Don Ramsey.                       |              |                              |                      |                                                                            |                         |                     |
| 237 | 20           | "Never, Ever Make a Mistake" | Lisa Demaine         | Andrea Newman                                                              | 10 de maio de 2023      | 5.95                |
| O quartel 51 resgata um sem-teto chamado Shep de um caminhão de lixo. Quando Carver confronta Shep sobre Stella, Shep ataca Carver e revida. Carver logo é preso pela polícia. |              |                              |                      |                                                                            |                         |                     |
| 238 | 21           | "Change of Plans"            | Lisa Robinson        | Victor Teran                                                               | 17 de maio de 2023      | 6.02                |
| Stella e Boden salvam Carver, após sua prisão. Capp é adicionado no grupo de mensagens do quartel 51, apesar dos outros não estarem entusiasmados. Cruz descobre que Severide terminou seu treinamento no Alabama e está fazendo outra coisa.                                                                     |              |                              |                      |                                                                            |                         |                     |
| 239 | 22           | "Red Waterfall"              | Reza Tabrizi         | Andrea Newman & Michael Gilvary                                            | 24 de maio de 2023      | 6.09                |
| Brett viaja para Indiana, o quartel 51 é chamado ao local de um acidente. Stella notou algo no SUV e alertou Boden. Herrmann é insultado por uma das vítimas que salvou. Casey retorna. |              |                              |                      |                                                                            |                         |                     |

## Produção

### Desenvolvimento
Em 27 de fevereiro de 2020, foi anunciado que a NBC havia renovado Chicago Fire até a décima primeira temporada. As filmagens da temporada começaram em 19 de julho de 2022, em Chicago. Em 16 de maio de 2022, foi revelado que a série manteria seu horário de quarta-feira às 22h. Em 4 de novembro de 2022, Derek Hass, o co-criador da série e que também ajudou a desenvolver Chicago P.D. e Chicago Med, anunciou que se afastaria da Franquia One Chicago e da Wolf Entertainment no fim da atual temporada, a de 2022-23.

### Casting
Em 20 de janeiro de 2023, foi anunciado que o membro do elenco original Taylor Kinney tiraria uma licença para tratar de assuntos pessoais. Sua ausência não estava programada, então os roteiros tiveram que ser reescritos para explicar o motivo do personagem não estar mais em tela. O 15º episódio, o primeiro sem Kinney, revelou que Severide foi abruptamente enviado para receber alguns dos "melhores programas de treinamento de investigação de incêndios criminosos do mundo". O ex-membro do elenco Jesse Spencer, que interpretou o capitão Matthew Casey nas dez primeiras temporadas, voltou como ator convidado na ausência de Kinney.

## Recepção

### Audiência
| №  | Título                       | Exibição original       | Rating/share (18–49) | Audiência (em milhões) | DVR (18–49) | Audiência em DVR (milhões) | Total (18–49) | Audiência total (em milhões) |
| -- | ---------------------------- | ----------------------- | -------------------- | ---------------------- | ----------- | -------------------------- | ------------- | ---------------------------- |
| 1  | "Hold on Tight"              | 21 de setembro de 2022  | 0.7                  | 6.75                   | 0.4         | 2.79                       | 1.1           | 9.54                         |
| 2  | "Every Scar Tells a Story"   | 28 de setembro de 2022  | 0.7                  | 6.76                   | 0.4         | 2.52                       | 1.1           | 9.16                         |
| 3  | "Completely Shattered"       | 5 de outubro de 2022    | 0.8                  | 7.35                   | 0.4         | 2.54                       | 1.2           | 9.89                         |
| 4  | "The Center of the Universe" | 12 de outubro de 2022   | 0.7                  | 7.16                   | 0.4         | 2.40                       | 1.1           | 9.56                         |
| 5  | "Haunted House"              | 19 de outubro de 2022   | 0.6                  | 7.03                   | 0.4         | 2.54                       | 1.0           | 9.57                         |
| 6  | "All-Out Mystery"            | 2 de novembro de 2022   | 0.6                  | 6.56                   | 0.4         | 2.50                       | 1.0           | 9.05                         |
| 7  | "Angry Is Easier"            | 9 de novembro de 2022   | 0.6                  | 6.19                   | 0.4         | 2.72                       | 1.1           | 8.85                         |
| 8  | "A Beautiful Life"           | 16 de novembro de 2022  | 0.6                  | 6.90                   | 0.4         | 2.82                       | 1.0           | 9.72                         |
| 9  | "Nemesis"                    | 7 de dezembro de 2022   | 0.6                  | 6.85                   | 0.3         | 2.06                       | 0.9           | 8.91                         |
| 10 | "Something For the Pain"     | 4 de janeiro de 2023    | 0.7                  | 7.06                   | 0.4         | 2.55                       | 1.0           | 9.61                         |
| 11 | "A Guy I Used to Know"       | 11 de janeiro de 2023   | 0.7                  | 6.84                   | 0.4         | 2.81                       | 1.1           | 9.65                         |
| 12 | "How Does It End?"           | 18 de janeiro de 2023   | 0.7                  | 7.19                   | 0.4         | 2.49                       | 1.0           | 9.69                         |
| 13 | "The Man of the Moment"      | 15 de fevereiro de 2023 | 0.6                  | 6.73                   | —           | —                          | —             | —                            |
| 14 | "Run Like Hell"              | 22 de fevereiro de 2023 | 0.7                  | 6.99                   | —           | —                          | —             | —                            |
| 15 | "Damage Control"             | 1 de março de 2023      | 0.7                  | 6.72                   | —           | —                          | —             | —                            |
| 16 | "Acting Up"                  | 22 de março de 2023     | 0.5                  | 6.78                   | —           | —                          | —             | —                            |
| 17 | "The First Symptom"          | 29 de março de 2023     | 0.6                  | 6.84                   | —           | —                          | —             | —                            |
| 18 | "Danger Is All Around"       | 5 de abril de 2023      | 0.6                  | 6.77                   | —           | —                          | —             | —                            |
| 19 | "Take a Shot at the King"    | 3 de maio de 2023       | 0.6                  | 6.11                   | —           | —                          | —             | —                            |
| 20 | "Never, Ever Make a Mistake" | 10 de maio de 2023      | 0.4                  | 5.95                   | —           | —                          | —             | —                            |
| 21 | "Change of Plans"            | 17 de maio de 2023      | 0.5                  | 6.02                   | —           | —                          | —             | —                            |
| 22 | "Red Waterfall"              | 24 de maio de 2023      | 0.5                  | 6.09                   | —           | —                          | —             | —                            |

Notas
1. ↑  A audiência ao vivo+7 dias não estava disponível, portanto, a audiência ao vivo+3 dias foi usada.